# Sinead Matthews
Sinead Matthews (* 1980 in Coventry, England) ist eine britische Schauspielerin.

## Leben und Karriere
Sinead Matthews wurde 1980 in der mittelenglischen Großstadt Coventry geboren. Im Vorort Potters Green besuchte sie die Cardinal Wiseman Catholic School and Language College. Von 1996 bis 1998 studierte sie Drama in Stratford-upon-Avon. Ihre schauspielerischen Fähigkeiten erlernte sie an der Royal Academy of Dramatic Art in London, die sie 2003 abschloss.
Ihr Fernsehdebüt gab Matthews 2004 in einer Episode von The Afternoon Play und dem Kostümfilm He Knew He Was Right. Sie wirkte später in Filmen wie Stolz und Vorurteil und Radio Rock Revolution mit. Zwischen 2005 und 2011 spielte sie in der Comedyserie Ideal die Rolle der Jenny. 2019 war Matthews in drei Folgen der Netflix-Serie The Crown als Harold Wilsons Privatsekretärin  Marcia Williams zu sehen.
Parallel tritt Matthews regelmäßig am Theater auf, so unter anderem in Inszenierungen der Henrik-Ibsen-Stücke Die Wildente und Hedda Gabler.

## Filmografie (Auswahl)
- 2004: The Afternoon Play (Fernsehserie, Episode 2x04)
- 2004: He Knew He Was Right (Miniserie, 2 Episoden)
- 2004: Vera Drake
- 2005: Stolz und Vorurteil (Pride & Prejudice)
- 2005: Hogfather – Schaurige Weihnachten (Terry Pratchett's Hogfather, Fernsehfilm)
- 2005–2011: Ideal (Fernsehserie, 36 Episoden)
- 2007: Wednesday (Kurzfilm)
- 2007: Der Preis des Verbrechens (Trial and Retribution, Fernsehserie, 2 Episoden)
- 2007: Des Hauses Hüterin (Half Broken Things, Fernsehfilm)
- 2007: Who Gets the Dog? (Fernsehfilm)
- 2008: Happy-Go-Lucky
- 2008: In Love with Barbara (Fernsehfilm)
- 2009: Radio Rock Revolution (The Boat That Rocked)
- 2010: Eine zauberhafte Nanny – Knall auf Fall in ein neues Abenteuer (Nanny McPhee and the Big Bang)
- 2011: Wreckers
- 2011: Black Mirror (Fernsehserie, Episode 2x01)
- 2013: Way to Go (Fernsehserie, 6 Episoden)
- 2014: The Smoke (Miniserie, 3 Episoden)
- 2014: Mr. Turner – Meister des Lichts (Mr. Turner)
- 2015: Inside No. 9 (Fernsehserie, Episode 2x03)
- 2015: The Process
- 2015: Toast of London (Fernsehserie, Episode 3x05)
- 2016: Kaleidoscope
- 2017: Daphne
- 2017: Chewing Gum (Fernsehserie, 4 Episoden)
- 2017: In the Dark (Miniserie, Episode 1x01)
- 2018: Jellyfish
- 2018: Hang Ups (Fernsehserie, Episode 1x06)
- 2018: Happy New Year, Colin Burstead.
- 2019: A Serial Killer's Guide to Life
- 2019: Muscle
- 2019: Us Among the Stones
- 2019: The Crown (Fernsehserie, 3 Episoden)
- 2020: Sick of It (Fernsehserie, Episode 2x01)
- 2021: Inspector Barnaby (Midsomer Murder, Fernsehserie, Episode 22x01)
- 2021: I'm Not in Love
- 2022–2023: Hullraisers (Fernsehserie, 12 Episoden)
- 2023: Die Gabe (The Power, Fernsehserie, Episode 1x01)
- 2023: Murder Is Easy (Fernsehserie, 2 Episoden)
- 2024: Things You Should Have Done (Fernsehserie, 3 Episoden)
- 2024: Till the Stars Come Down
- 2025: Brides

## Theatrografie (Auswahl)
- 2005–2006: The Wild Duck (Donmar Warehouse, London)
- 2009–2010: Our Class (Cottesloe Theatre, London)
- 2010: Eigengrau (Bush Theatre, London)
- 2012: The Way of the World (The Crucible, Sheffield)
- 2013: A Time to Reap (Jerwood Theatre Upstairs, London)
- 2015–2016: Evening at the Talk House (Dorfman Theatre, London)
- 2016–2017: Hedda Gabler (Lyttelton Theatre, London)
- 2018: Absolute Hell (Dorfman Theatre, London)